# Marie Marvingt
Vous lisez un « bon article » labellisé en 2019.
Marie Marvingt, née le 20 février 1875 à Aurillac (Cantal) et morte le 14 décembre 1963 à Laxou (banlieue de Nancy, en Meurthe-et-Moselle), est une pionnière de l'aviation, inventrice, sportive, alpiniste, infirmière et journaliste française.
Surnommée « la fiancée du danger », elle se fait connaître avant la Première Guerre mondiale par ses multiples exploits dans des disciplines sportives plus ou moins à risques comme l'alpinisme, le cyclisme, le tir sportif, la natation et de nombreux autres sports, notamment d'hiver. La découverte des sports de l'air est une révélation : aéronaute puis aviatrice, elle est l'une des premières femmes à voler seule et la première à traverser la Manche du continent vers l'Angleterre en 1909. L'année suivante, elle établit le premier record de la coupe Femina. 
Ambassadrice de l'aviation sanitaire, elle conçoit un prototype d'avion-ambulance qu'elle ne parvient pas à construire avant la Première Guerre mondiale. Lors de ce conflit international, elle s'invite à deux bombardements avant de se voir émettre le refus officiel de l'armée. Elle retourne à Nancy où elle devient infirmière et correspondante de guerre. Décidant de rejoindre le front comme poilu, Marvingt y reste 47 jours déguisée en homme avant d'être démasquée. La sportive utilise alors ses talents de skieuse dans les Dolomites sur le Front italien où elle aide à l'évacuation des blessés.
Après la Première Guerre mondiale, Marie Marvingt reste journaliste et part vivre au Maroc où elle crée le premier lieu de formation des infirmières pilotes d'avions sanitaires et reçoit la médaille de la Paix. Elle fait partie de ce service pendant la Seconde Guerre mondiale, au cours de laquelle elle invente un type de suture chirurgicale minimisant le risque d'infection sur le champ de bataille. Elle continue le cyclisme et prépare son brevet de pilote d'hélicoptère jusqu'à sa mort à l'âge de 88 ans. Comptabilisant trente-quatre décorations, elle est la femme la plus décorée de l'histoire de France.

## Biographie

### Enfance et éducation

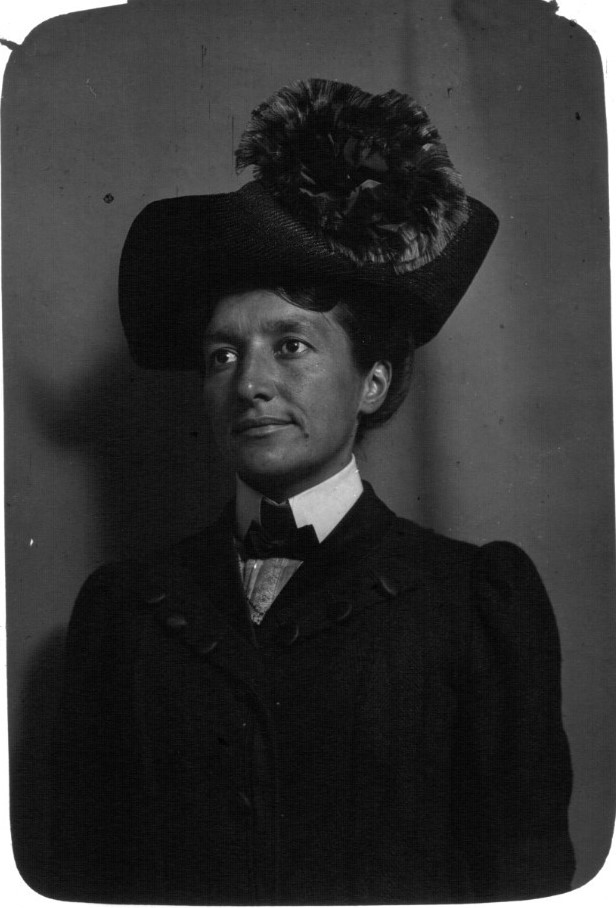
Portrait de Marie Marvingt au début du XXe siècle.

Marie Félicie Élisabeth Marvingt naît à Aurillac le 20 février 1875,. Ses parents sont Félix-Constant Marvingt (1827-1916), fonctionnaire des postes, et Élisabeth Brusquin Pallez (1840-1889), qui se sont rencontrés à Metz avant de se marier dans cette ville le 16 juillet 1861. Le couple vit à Metz jusqu'à ce que la ville tombe sous le contrôle de l'Empire allemand en 1870. Muté à Aurillac, Félix-Constant et sa femme partent alors s'installer en Auvergne où naît leur fille Marie. Les trois premiers enfants du couple, Louis, Charles et Eugène, sont tous morts dans leur petite enfance,. Le cinquième et dernier enfant de la famille, lui aussi prénommé Eugène, le cadet de trois ans de Marie, a une santé fragile. Receveur des postes, le père de famille est passionné de sports. Il initie sa fille, dès son plus jeune âge, aux disciplines sportives qu'il aurait voulu enseigner à ses garçons. 
La jeune Marie commence le sport très tôt par la natation : elle dit avoir appris à nager en même temps qu'elle a appris à marcher,. Alors qu'elle a quatre ans, elle nage plusieurs kilomètres quotidiennement dans la rivière Jordanne. Partenaire d'aventure de son père, Marie Marvingt apprend avec lui les activités sportives une à une, sans concession, de l'escalade au billard.
En 1880, la famille Marvingt retourne en Lorraine, dans l'Empire allemand, probablement à cause des problèmes de santé d'Élisabeth, pour qu'elle se rapproche de sa famille restée à Metz. Marie y découvre l'enseignement dans une école dirigée par deux sœurs (école chrétienne de la Miséricorde), les Demoiselles Daurès. Elle apprend l'allemand à l'école et parle français à la maison,. L'une des sorties scolaires consiste à assister au spectacle d'un cirque. Intriguée par cet univers, elle supplie son père de recevoir des leçons au cirque jusqu'à ce qu'il accepte. Elle suit une formation de funambule, trapéziste, jongleuse et cavalière avec le cirque Rancy,. Ces activités lui permettent de devenir une gymnaste accomplie.
Sa mère Élisabeth meurt en juin 1889,. La famille s'installe alors à Nancy, au no 8 de la place de la Carrière. Outre l'équitation apprise au cirque, Marie s'initie au vélo et scandalise les habitants de la commune de Nancy, peu habitués à voir une jeune femme à bicyclette. Son père, désormais retraité, s'implique totalement dans l'entraînement de sa fille. Elle réalise ses premiers exploits, accomplissant à quinze ans le trajet de Nancy à Coblence en canoë par la Meurthe et la Moselle. En 1897, un nouveau drame touche la famille Marvingt : son frère Eugène meurt d'une attaque cardiaque à l'âge de 19 ans. Sa sœur s'investit encore plus dans l'entraînement et la compétition.
En 1899, elle devient l'une des premières femmes titulaires du certificat de capacité pour conduire des automobiles,. Elle participe plus tard à plusieurs courses automobiles dans le Sahara.
Elle a passé une licence de lettres et s'inscrit dans plusieurs facultés. Elle étudie la médecine et le droit, apprenant au passage à parler cinq langues dont l'espéranto et obtenant son diplôme d'infirmière de la Croix-Rouge.
Marvingt dort quatre à cinq heures par jour seulement et prévoit son emploi du temps à l'avance pour s'organiser plus facilement. Elle refuse catégoriquement de se marier ou de devenir mère. Dans son temps libre, elle rédige et publie des poèmes sous le pseudonyme de Myriel.

### Pionnière d'avant-guerre

#### Sportive accomplie
En 1904, elle participe à sa première course cycliste, de Nancy à Bordeaux. Elle prend part l'année suivante à une autre grande course routière : Nancy-Milan, puis Nancy-Toulouse en 1906,,. Les femmes n'étant pas autorisées à porter un pantalon et le pédalage s'avérant complexe en jupe, elle adopte la jupe-culotte pour améliorer ses performances,.
De nombreuses sources, qui se recopient les unes les autres, indiquent qu'en 1908, elle aurait posé sa candidature pour participer au Tour de France, mais que devant le refus des organisateurs, elle aurait effectué le même parcours que les hommes en prenant le départ quelques minutes après eux et serait parvenue à terminer la compétition, comme 36 des 114 compétiteurs hommes,,. Il n'existe pourtant aucune preuve d'une telle allégation, qui relève de la légende urbaine,.
Nageuse, elle est la première Française à accomplir les 12 km de la traversée de Paris à la nage, en juillet 1906, se classant quinzième au général et troisième féminine dans un temps de 4 h 11 min 23 s, en deçà du précédent record d'Annette Kellermann battu cette même année par la Suissesse Marthe Robert,,,, classée dixième, avec un temps de 3 h 20 min 01 s. En septembre 1907, elle remporte la traversée de Toulouse dans un temps de 1 h 26 min 50 s, devançant ses plus proches poursuivantes de plus de trois minutes.
Marie Marvingt s'illustre aussi dans de nombreux sports de montagne. En juillet 1905, elle fait la première féminine de la traversée Charmoz-Grépon en compagnie des guides Edouard et Gustave Payot, en dix-huit heures,,. Cet exploit — notamment l'escalade de la réputée difficile aiguille du Grépon — lui vaut d'être mentionnée comme l'une des pionnières de l'alpinisme français dans le magazine français Femina en septembre 1911. Elle a également gravi la dent du Géant, la dent du Requin, le mont Rose, la Jungfrau, les aiguilles Rouges, le Wetterhorn ou encore l'aiguille du Moine,,. Entre 1908 et 1910, elle remporte plus de vingt médailles d'or à Chamonix dans différentes disciplines : en ski, patinage artistique et patinage de vitesse, au concours de saut ou encore en gymkhana sur glace,,,,. Le 26 janvier 1910, elle remporte la première compétition féminine de bobsleigh à Chamonix, au cours de la Coupe Léon Auscher.

Marie Marvingt s'illustre dans de nombreux sports d'hiver avant la Première Guerre mondiale.
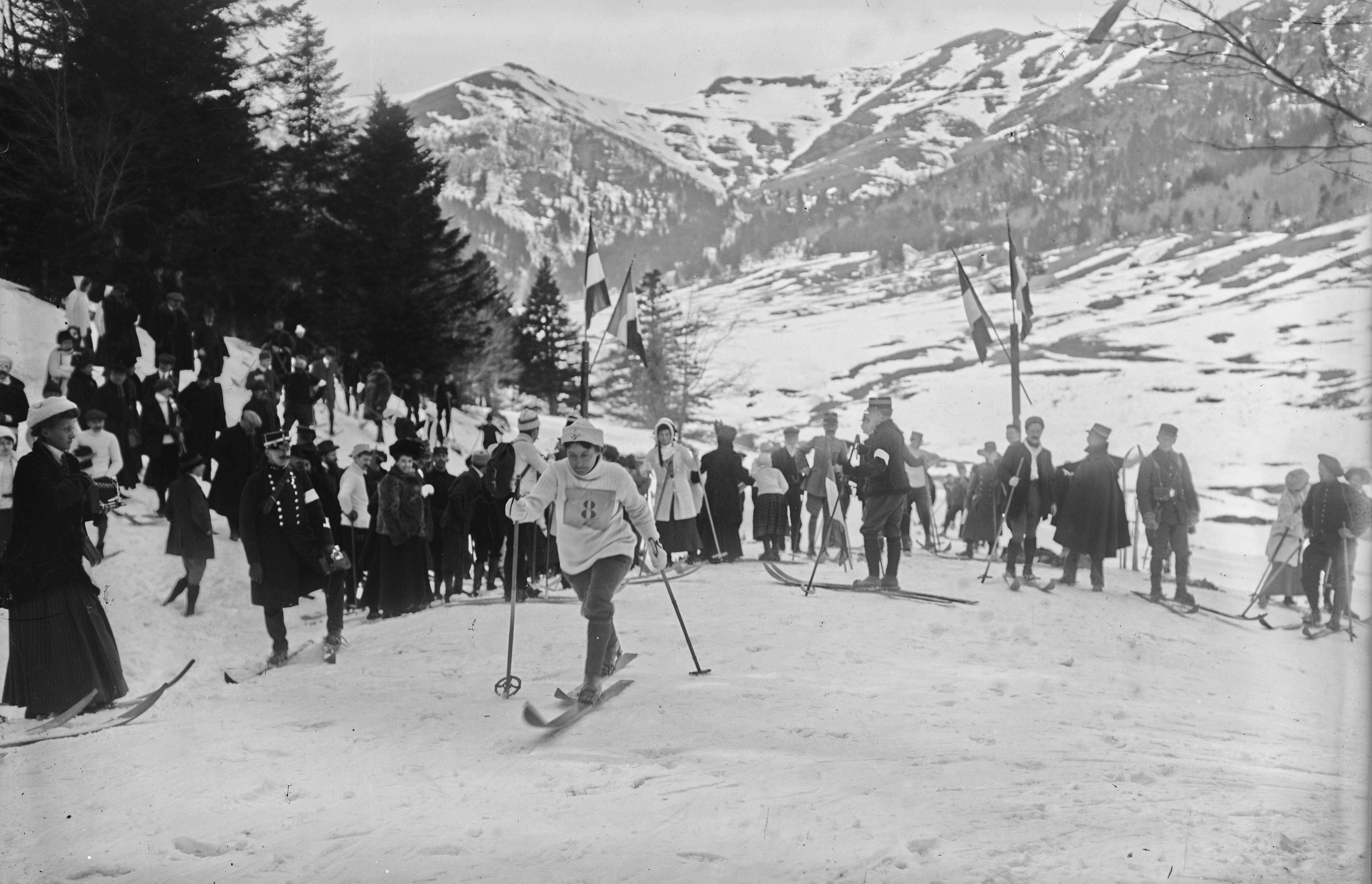
Dans une course de ski dames au Lioran en 1911.
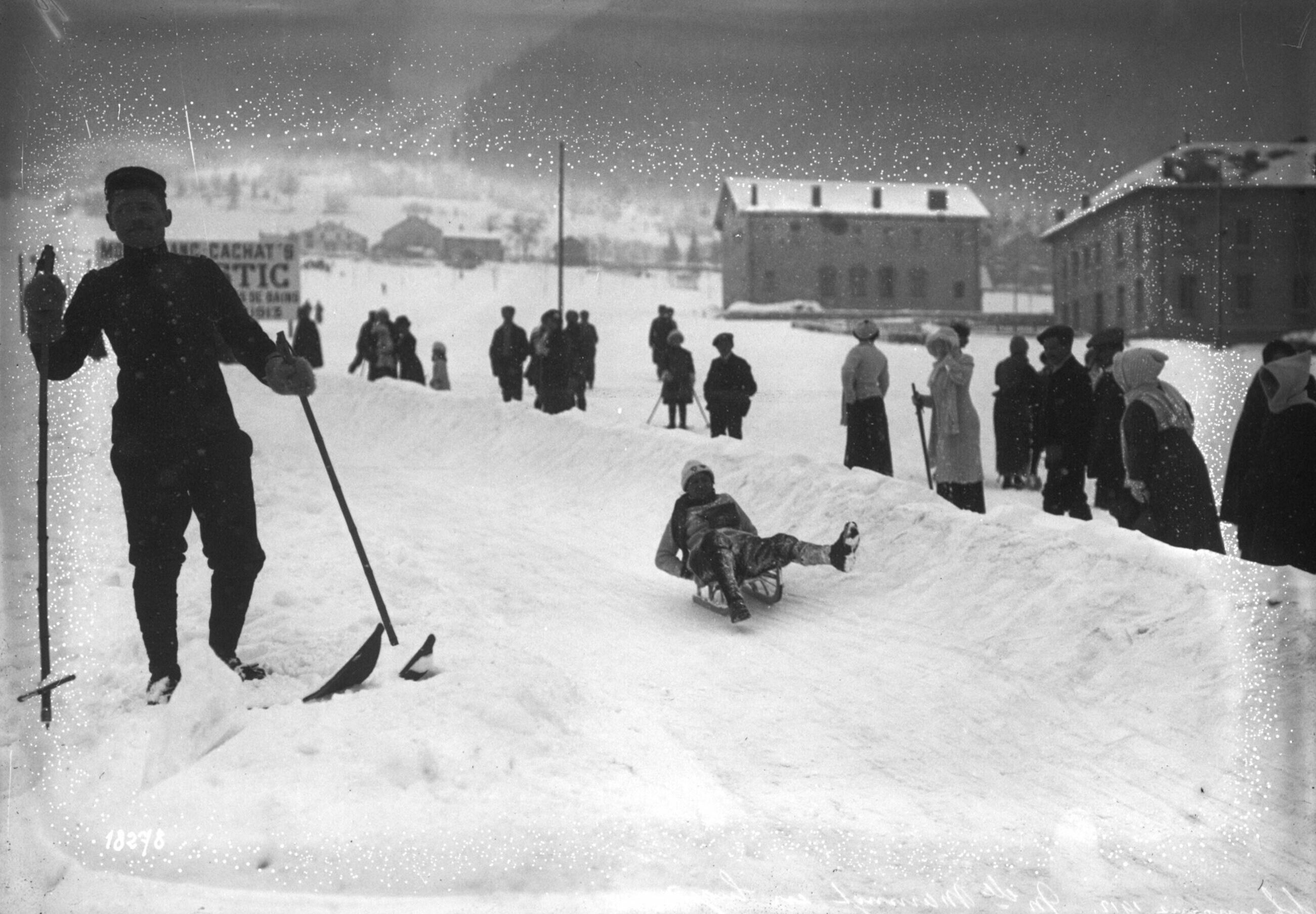
En luge à Chamonix le 3 février 1912.
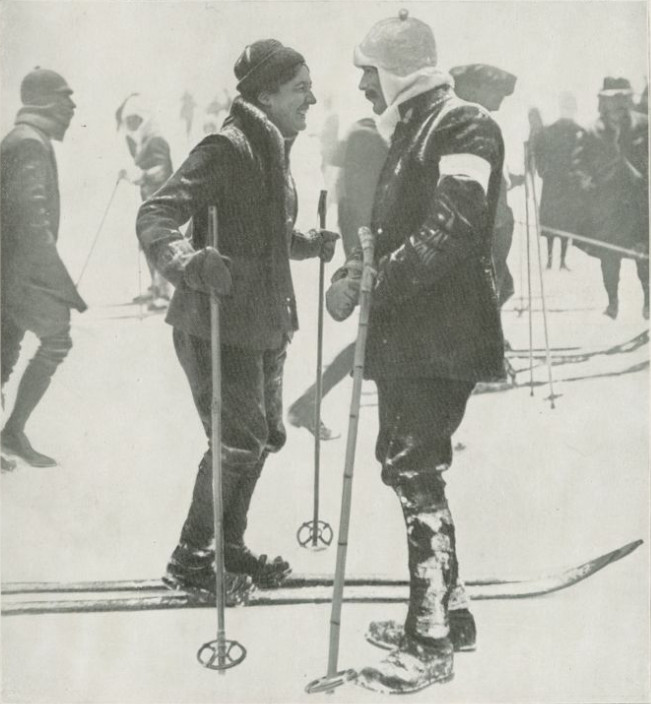
Les aviateurs Marie Marvingt et Paul Echeman à skis en 1912.
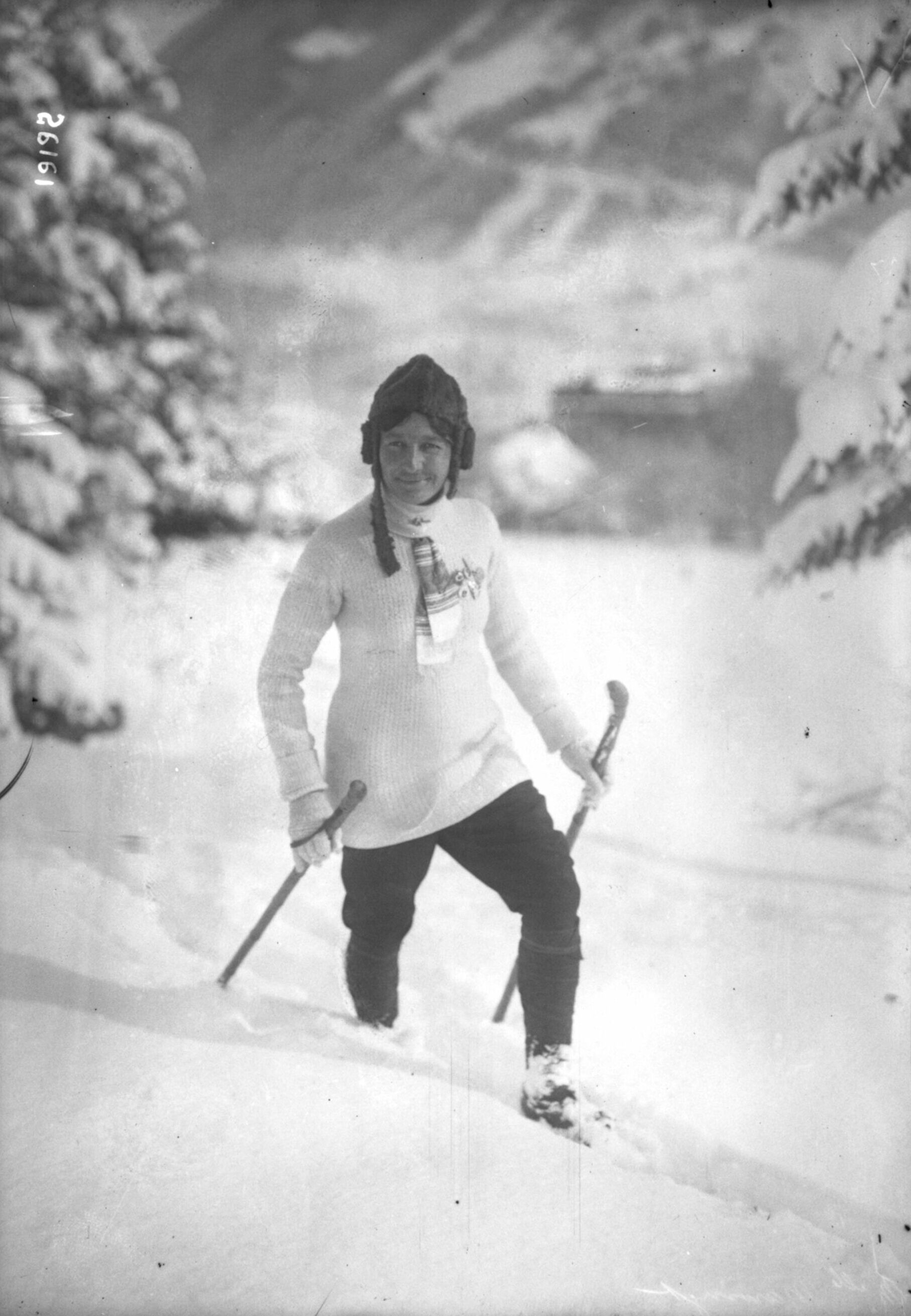
À skis aux alentours de Chamonix en 1913.

Marie Marvingt est célèbre pour sa polyvalence et ses nombreux talents. Décrite comme la « première sportswoman du monde », elle reçoit la grande médaille d'or de l'Académie des sports en 1910,. Il s'agit de la première et dernière fois que l'Académie distribue un prix « toutes disciplines ». Dans l'édition du 15 avril 1913 de Lectures pour tous, Armand Rio la surnomme « la fiancée du danger ». Dans L'Univers du 23 avril 1913, l'abbé Delfour loue ses multiples talents : « Natation, cyclisme, alpinisme, aéronautique, aviation, équitation, gymnastique, athlétisme, escrime, jeux d'adresse, il n'est pas un sport où elle ne brille, et presque toujours au premier rang ». En 1907, elle obtient le prix d'honneur de tir au fusil de guerre à 300 mètres et de tir à la carabine Flobert à des concours organisés par le ministère de la Guerre.

#### Doyenne des aviatrices

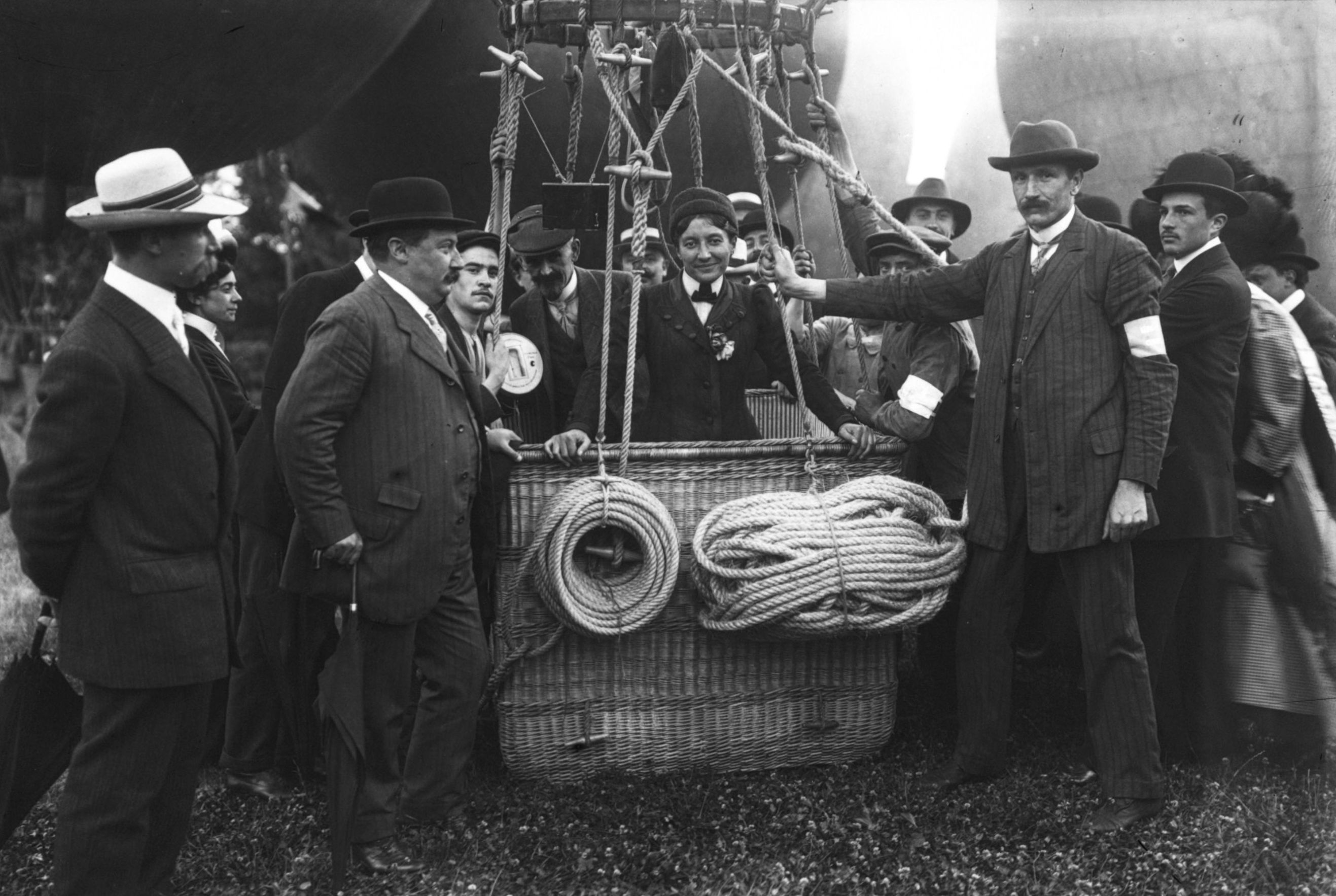
Mlle Marvingt au décollage du Grand prix de l'Aéro-Club de France en juin 1910.

Marie Marvingt effectue son premier vol accompagné en ballon libre en 1901. Elle obtient son brevet de pilote de ballon libre (no 145) la même année,,. Son premier vol en solo se fait le 19 juillet 1907. Cette nouvelle passion lui fait abandonner toutes les autres disciplines, à l'exception des sports d'hiver. En 1910, elle gagne le premier prix du concours de distance de l'Aéro Club de l'Est avec un vol en aérostat de Nancy à Neufchâteau,.
Le 26 octobre 1909, elle devient la première femme à piloter un ballon au-dessus de la mer du Nord et la Manche vers l'Angleterre,. Son ballon, L'Étoile filante, décolle du parc de la Pépinière à Nancy. L'aéronaute française, qui accueille un passager, le colonel Émile Garnier, n'a d'abord nullement l'intention d'atterrir en Angleterre mais, emportée par le vent vers la Hollande et encouragée par le beau temps, choisit avec son partenaire de traverser la mer du Nord,,. La sortie de 720 km dure quatorze heures et est très périlleuse : à 2 500 mètres d'altitude, la neige tombe sur le ballon, obligeant les passagers à se délester. Volant à très basse altitude, la nacelle touche l'eau à cinquante-deux reprises au cours de la traversée et retrouve assez d'altitude près des côtes anglaises pour éviter les falaises,. En pleine nuit, les deux aéronautes essaient d'atterrir lorsque la nacelle touche des arbres ; Marie Marvingt, éjectée de la nacelle, tombe au sol,. Accueillie par des habitants pour la nuit, elle déclare le lendemain garder un bon souvenir de ce périlleux voyage.
En décembre, elle effectue ses premiers essais au sol d'un avion, puis devient l'élève d'Hubert Latham, à Mourmelon. Elle connaît dans son apprentissage ses premiers remous en l'air et des atterrissages violents. Elle vole également avec Charles Wachter, frôlant la collision avec un biplan, ou encore Alexandre Laffont, son dernier professeur avec qui elle conduit entièrement l'avion. Le 4 septembre, Marie Marvingt pilote seule pour la première fois son aéroplane monoplan Antoinette.
En octobre 1910, sur son Antoinette et sous la direction d'Hubert Latham, Marie Marvingt passe les trois épreuves du brevet de pilote aviateur à Mourmelon, évoluant à soixante mètres d'altitude avec une grande régularité, effectuant un vol d'un quart d'heure sur la campagne puis descendant en vol plané. Elle devient officiellement titulaire du brevet de pilote no 281 de l'Aéro-Club de France le 8 novembre,. Elle devient à cette occasion la troisième femme au monde à obtenir son brevet de pilote après Élisa Deroche (no 36) et Marthe Niel (no 226),. Elle est la seule femme au monde à posséder son brevet de pilote pour le monoplan Antoinette et à avoir piloté seule un avion,. En France, à l'époque, ce Brevet de base de pilote d'avion est décerné par le même organisme qui octroie le brevet pour les ballons, à savoir l'Aéro-Club de France. 

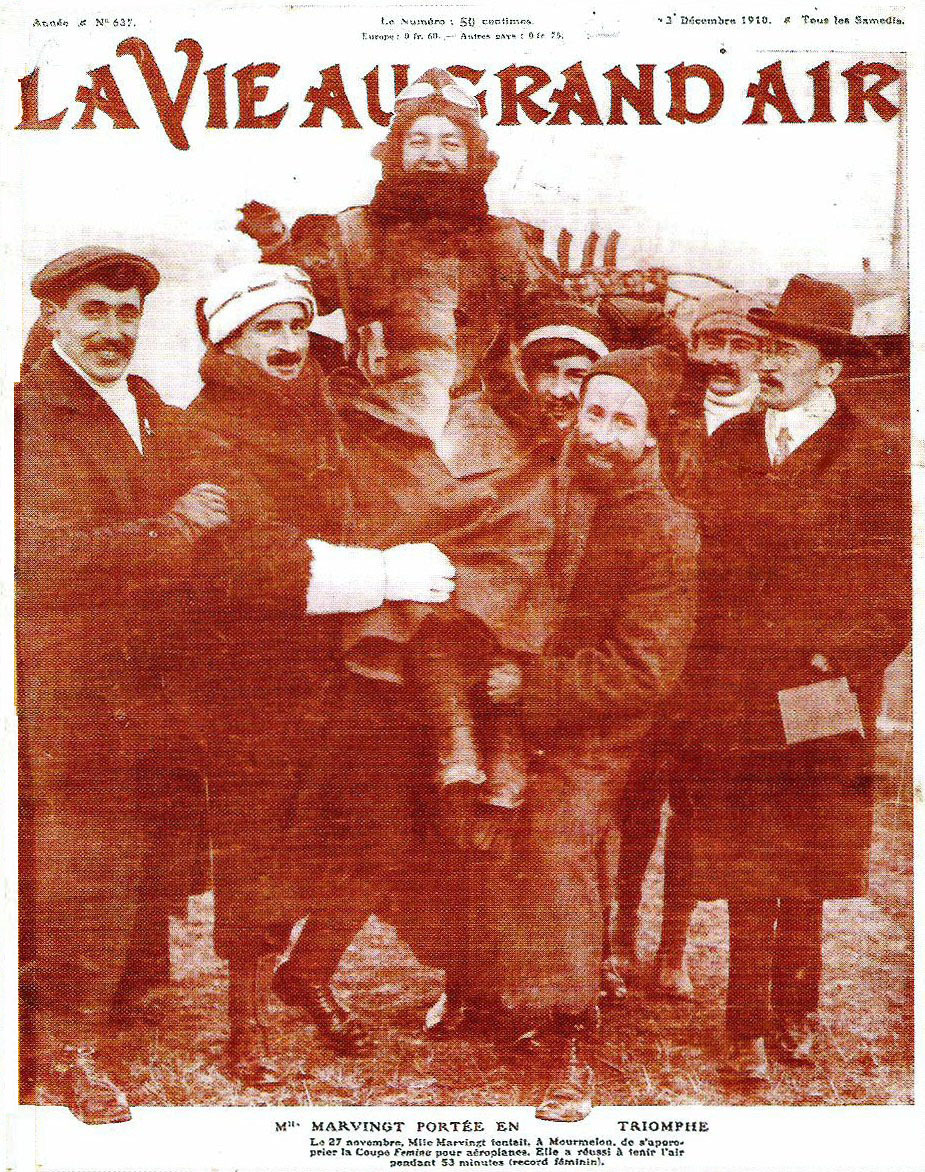
Marie Marvingt en couverture de l'hebdomadaire La Vie au grand air pour avoir réussi un vol d'une durée de 53 minutes.

Le 27 novembre, elle établit le premier record féminin de durée de vol avec 53 minutes, établissant la première marque de la coupe Femina,,. Dans un froid glacial, elle réalise quinze tours d'une boucle de trois kilomètres avant d'être forcée d'atterrir par un problème moteur. Cette performance lui permet de faire la une du magazine La Vie au grand air, portée en triomphe par ses amis. Elle ne détient ce record que quelques jours, Hélène Dutrieu lui ravit la tête avec un vol d'1 h 9 au début du mois de décembre. Motivée par cette concurrence, Marie Marvingt fait poser un réservoir plus grand sur son monoplan, qui pourrait lui permettre de voler quatre heures. Elle fait une nouvelle tentative dans les derniers jours de l'année civile mais échoue à cause du mauvais fonctionnement de son moteur. De plus, elle casse son hélice à l'atterrissage. Cela l'oblige à d'importantes réparations qui l'empêchent d'essayer de nouveau dans le temps imparti,.
En août 1911, l'aviatrice lorraine occupe une pleine page dans le magazine La Vie au grand air pour être tombée sur un arbre, dans la cour d'un café occupé par un jeu de boules, après un accident lors d'un meeting à Saint-Étienne. Peu refroidie par cet accident, elle multiplie les vols aux commandes d'un avion Deperdussin Monocoque. Elle cumule 717 vols de mai à décembre 1912 sans la moindre casse. Dans le même temps, elle fait quatorze ascensions en sphérique dont l'une de Paris à Bruxelles et une autre de Paris à Mars-la-Tour, donnant le baptême de l'air à 32 néophytes.

Le 12 décembre 1913, elle subit un accident alors qu'elle effectue un vol de routine vers Reims. Son avion, pris dans le brouillard, la force à atterrir. Alors qu'elle trouve un champ sur lequel se poser à Machault, le châssis se bloque dans la boue et l'appareil se renverse,. Dans une lettre au journaliste Frantz Reichel, l'aviatrice écrit un mois après l'accident : 

« Une fois de plus je reste la fiancée du danger, mais le mariage n'a pas été loin... [...] Mon casque était complètement enfoncé dans la terre, mon visage baignait dans le sang. Écrasée sous la masse de mon appareil, je respirais difficilement. Heureusement qu'avec ma main gauche, je pus creuser la terre près de ma bouche pour me permettre d'aspirer un peu d'air. »

Après avoir été coincée près de 35 minutes sous la coque de l'avion,, l'aviatrice est dégagée par plusieurs cultivateurs se trouvant dans les environs et s'en sort sans fracture, avec un visage lacéré, y compris une artère faciale,. Soignée à la clinique Gueillot, elle en garde des cicatrices au visage et son rétablissement dure un mois,. Il s'agit de son premier accident en deux ans. Elle a réussi environ 900 vols sans accident, avant la déclaration de la Première Guerre mondiale qui met fin à sa carrière d'aviatrice sportive,.

#### Inventrice dans l'aviation sanitaire

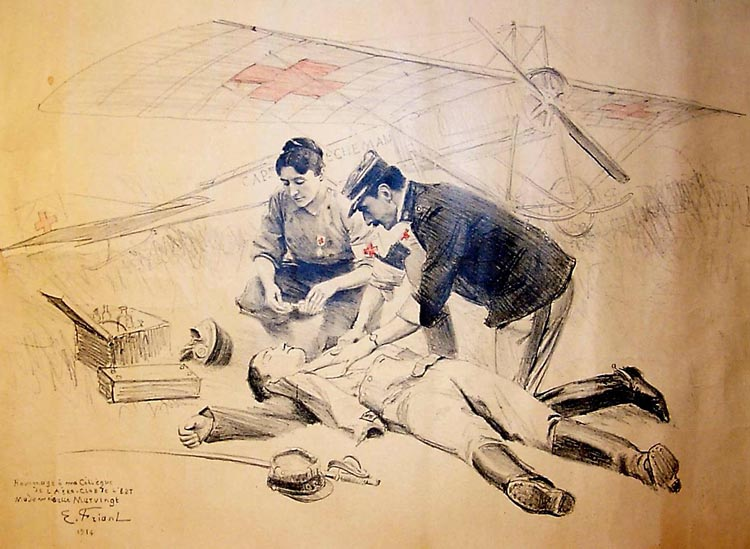
Dessin d'Émile Friant représentant Marie Marvingt et son projet d'ambulance aérienne, 1914.

En 1910, le Dr Duchaussoy, fondateur de l'Association des Dames françaises de la Croix-Rouge, propose un prix pour la réalisation d’un avion-ambulance. Marie Marvingt conçoit un prototype avec l'ingénieur Louis Béchereau et ils commandent deux modèles à Armand Deperdussin. En 1912, Deperdussin est accusé de détournement des fonds de son entreprise, la société de production des aéroplanes Deperdussin et le projet n'aboutit pas,. 
En juin 1912, Marie Marvingt soumet son projet à la Direction de l'aéronautique militaire et obtient son approbation. Elle publie et expose donc les plans de son avion-ambulance au salon de l'aviation,. Elle parcourt la France et fait une tournée de conférences pour promouvoir la création d'avions de secours portant sur leurs ailes l'emblème des ambulances de la Croix-Rouge et recueillir les fonds nécessaires pour mener à bien le projet qu'elle considère comme « son plus cher désir de Française »,,. 

Sa causerie, intitulée « Deux heures dans les airs », illustrée de nombreuses projections d'images et de films, connaît un grand succès. Elle lui permet de recueillir plus de 21 000 des 36 000 francs nécessaires pour construire le premier avion-ambulance. Le ministre de la Guerre Eugène Étienne s'intéresse à son projet. Le poète Émile Hinzelin y consacre un poème : 

« Pour le suprême effort des combats nécessaires, 

Aux avions français, il a poussé des serres. 

Une exquise Lorraine au vaillant cœur voulut 

Que l'oiseau de combat fût l'oiseau de salut 

Et que, portant secours au blessé qui succombe 

L'aigle miraculeux se changeât en colombe. »

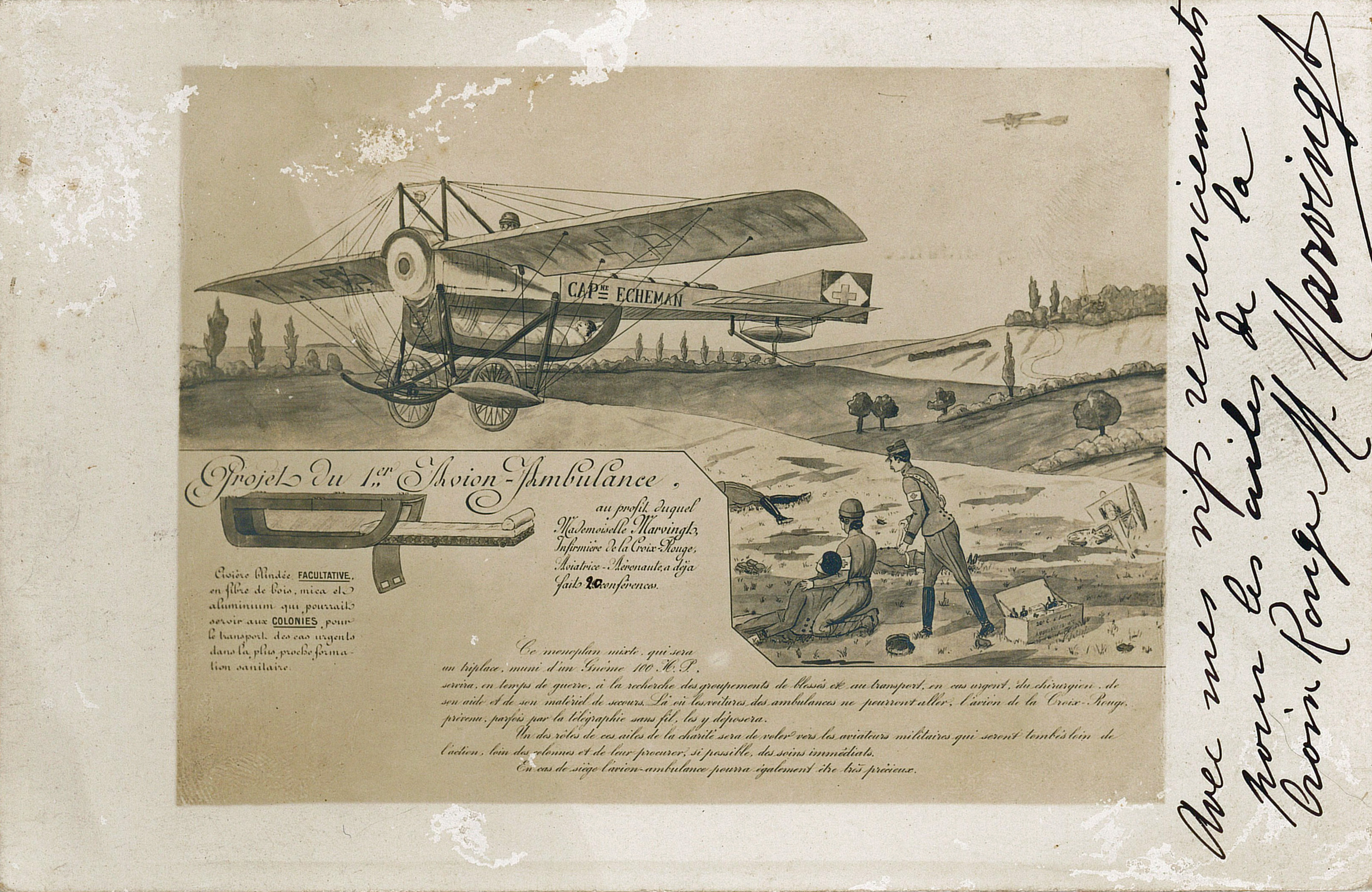
Carte postale ancienne illustrant le projet d'avion-ambulance de Marie Marvingt.

Marie Marvingt n'arrive pas à mener à bien ce projet avant le début de la Première Guerre mondiale.

### Aviatrice, infirmière et poilu de la Première Guerre mondiale

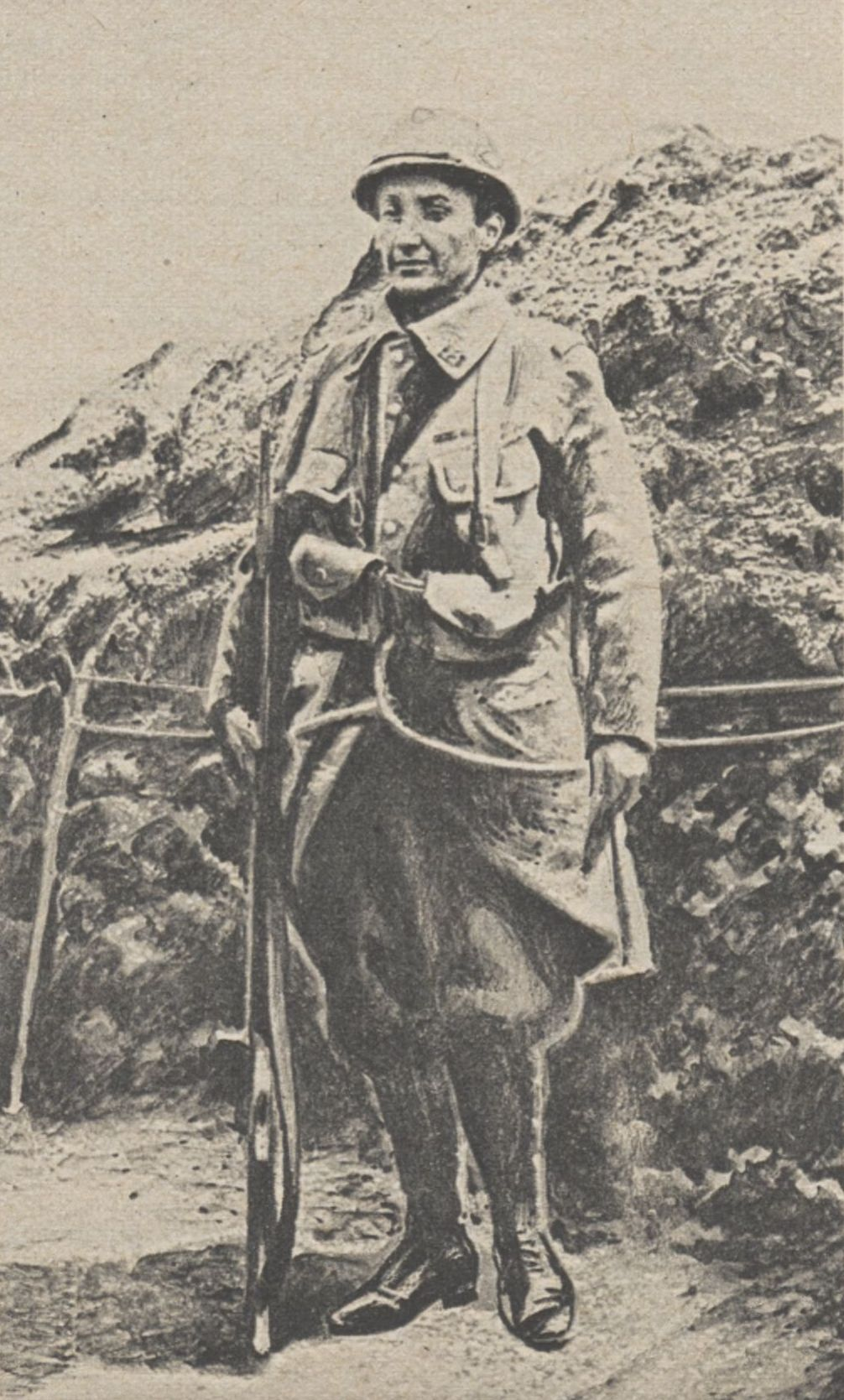
Marie Marvingt dans les tranchées lors de la Première Guerre mondiale.

Au cours de la Première Guerre mondiale, Marie Marvingt tient à s'engager dans l'aviation française. Pour appuyer sa demande, elle souligne le fait que l'armée russe accepte les femmes,. Alors que l'administration ne répond pas à ses démarches, elle n'attend pas et participe à deux bombardements aériens au-dessus de la base aérienne 128 Metz-Frescaty,,,, ce qui lui vaut d'obtenir la croix de guerre 1914-1918,. Cependant, elle n'a participé que pour remplacer un pilote blessé et n'intègre finalement pas les corps aériens de l'armée.
Après sa participation aux deux bombardements, l'armée lui fait part de son refus officiel. Ses études en médecine lui permettent de devenir infirmière-major et d'assister un chirurgien réputé à Nancy,. Elle y vit et fait le récit dans plusieurs journaux des bombardements réguliers sur la ville,. Après deux années et demie aux côtés du chirurgien, elle décide de retourner sur le front. Pour ce faire, elle se déguise en homme. Elle intègre alors le 42e bataillon de chasseurs à pied sous le nom de Beaulieu.
Quelques mois plus tard, après 47 jours cumulés en première ligne, son identité est démasquée lors de la remise d'un pli à l'un de ses cousins, colonel d'un régiment. Elle doit quitter le front et est personnellement autorisée par le maréchal Foch à rejoindre une unité en tant qu'infirmière et correspondante de guerre aux Dolomites, sur le Front italien,,,,. Elle y évacue alors régulièrement les blessés à skis.

### Journaliste et conférencière
Après la Première Guerre mondiale, Marvingt poursuit son travail de journaliste et devient officier de santé des armées au Maroc. 
En avril 1920, Marvingt fixe un record de marche avec une randonnée de 57 kilomètres dans les Alpes-Maritimes.
Elle s'investit ensuite pleinement dans l'aviation sanitaire. Au début des années 1920, Marie Marvingt multiplie les conférences en Afrique, à Tunis, en Algérie, au Maroc, à Dakar et en Afrique du Sud, devant des élèves d'écoles ou devant le grand public,. Déléguée de la Ligue Aéronautique de France, elle a entre autres pour objectifs de recruter de nombreux adhérents sur le continent et de vendre des appareils français. La « fiancée du danger » en profite pour étudier l'Afrique du Nord en vue de conférences à son retour en France.
En 1929, elle organise le premier Congrès international de l'aviation sanitaire. L'année suivante, elle se rend en Grèce à l'occasion des fêtes de Delphes et fait une quinzaine de conférences à travers le pays. Le quotidien Le Figaro considère que « L'aviation en général, l'aviation de tourisme et l'aviation sanitaire n'ont pas de meilleure propagandiste que l'aviatrice française — une des premières aviatrices du monde entier — Mlle Marie Marvingt ». Elle accompagne ses conférences de démonstrations de vol. Son voyage entraîne la création d'un comité hellénique d'aviation sanitaire insulaire par le premier ministre Elefthérios Venizélos. Au cours de sa vie, elle aurait prononcé plus de 3 000 conférences sur l'aviation sanitaire. 
Au début des années 1930, Marie Marvingt poursuit ses conférences dans le milieu scolaire avec une causerie intitulée « Vingt et un ans d'aviation ». En 1931, elle crée le challenge « Capitaine Echeman » en l'honneur de Paul Echeman, mort le 14 mai 1912 lors d'un atterrissage manqué, récompensant la meilleure transformation d'avion en avion sanitaire,. Le trophée est réalisé par le sculpteur Jules Déchin et représente le dessin d'Émile Friant montrant l'aviatrice donnant ses soins à un blessé en 1914. Le premier prix est attribué au Potez 42 et au Breguet 284 T, ex æquo.
En 1934, Marie Marvingt réalise un voyage d'études et de propagande aéronautique de dix-neuf mois au Maroc. Elle y écrit, réalise et tourne le film Les ailes qui sauvent, dans lequel elle apparaît,,. Elle présente son film documentaire et touristique à Paris le 20 juin dans la salle du cinéma L'Auto en présence du ministre de l'Air Victor Denain, film acquis en 1969 en version longue par Gaumont. Elle réalise ensuite le documentaire Sauvés par la colombe (1949),. 
Ses travaux sur le service sanitaire, dont la création d'une formation correspondant au service sanitaire aérien dont elle devient de fait la première diplômée, lui valent de recevoir la médaille de la Paix du Maroc. Le 24 janvier 1935, elle est nommée chevalier de la Légion d'honneur,. Marvingt rapporte de ce voyage plus de cinq cents clichés photographiques. Autorisée à suivre la colonne de pacification aux portes de la Mauritanie, elle est la première femme européenne à entrer à Tindouf et dans dix-sept autres centres. Elle y invente un ski métallique qui lui permet de skier sur les dunes du désert saharien. Son invention a peu de retentissement jusqu'à ce que les forces françaises s'en inspirent pour les atterrissages d'avion sur la neige.
Journaliste, elle écrit de nombreux articles parus dans les quotidiens français comme un compte-rendu du baptême de l'air du cardinal Luçon pour l'Excelsior en 1928, d'un concours de vol à voile dans la Rhön pour ce même Excelsior, un portrait d'Isadora Duncan pour Comœdia en 1936 ou encore un billet sur la tragique disparition d'Amelia Earhart pour L'Intransigeant l'année suivante.

### De la Seconde Guerre mondiale à la mort dans un relatif anonymat
Pendant la Seconde Guerre mondiale, Marvingt travaille comme infirmière de l'air. Elle invente un type de suture chirurgicale qui permet de recoudre les blessures plus rapidement sur le champ de bataille pour éviter les infections. En 1939, elle vit temporairement à Sainte-Alvère en Dordogne où elle fonde un centre de convalescence pour les aviateurs blessés nommé « Le Repos des ailes ».
Marie Marvingt n'a pas le droit à une pension de retraite et connaît la pauvreté. Elle vit de ses conférences mais en fait de moins en moins, et de son métier d'infirmière, elle continue à faire des piqûres. L'ancienne gloire du sport continue de recevoir des décorations. En 1949, Marvingt devient officier de la Légion d'honneur,,. Le 30 janvier 1955, elle reçoit le grand prix Deutsch de la Meurthe de la Fédération nationale d'aéronautique à la Sorbonne pour son œuvre dans l'aviation sanitaire. Le 20 février 1955, pour son 80e anniversaire, le gouvernement américain lui offre un vol au-dessus de Nancy à bord d'un chasseur supersonique, le McDonnell F-101 Voodoo,, depuis la base aérienne 136 Toul-Rosières. Deux ans plus tard, elle reçoit la médaille du service de santé de l'air.
Malgré son âge avancé, elle continue de se lancer des défis. En 1959, elle passe son brevet de pilote d'hélicoptère, et pilote l'année suivante, à l'âge de quatre-vingt-cinq ans, le premier hélicoptère à réaction du monde, le Djinn. Au cours de sa vie, elle bat un total de dix-sept records en tant que pilote. En 1961, elle effectue le trajet de Nancy à Paris à vélo, pédalant dix heures par jour.

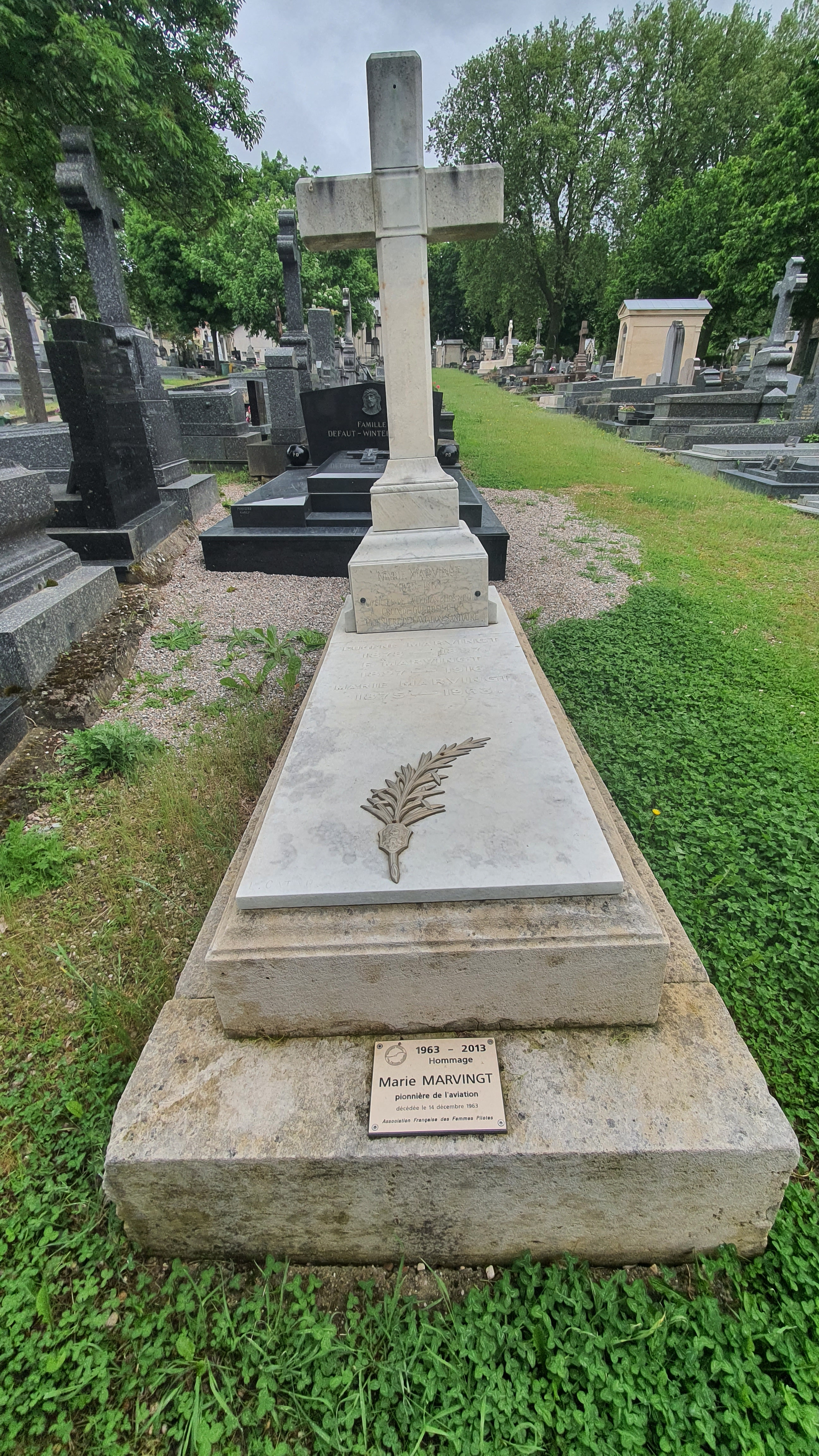
Sépulture de l'aviatrice Marvingt à Nancy.

Marie Marvingt meurt le 14 décembre 1963 dans un hospice à Laxou, dans un relatif anonymat, bien que Le Monde et les journaux américains The New York Times et Chicago Tribune lui consacrent une rubrique nécrologique. Cette faible reconnaissance dans ses dernières heures peut s'expliquer par plusieurs facteurs : elle est morte à un âge avancé dans des circonstances quelconques, les records féminins étaient peu reconnus à son époque, ou encore parce qu'elle n'a pas gagné beaucoup d'argent, n'étant payée que pour son travail de journaliste. Elle est inhumée au cimetière de Préville à Nancy.

## Distinctions
Avec 34 médailles et décorations, Marie Marvingt est à sa mort la femme la plus décorée de France. Elle reçoit sa première distinction d'importance en novembre 1910 : l'Académie des sports lui octroie sa grande médaille d'or pour tous les sports,. Marie Marvingt a reçu plusieurs distinctions, dont (liste partielle) :
- Officière de la Légion d'honneur (7 décembre 1949)[20] ;
- Croix de guerre 1914-1918, palme de bronze avec palmes en 1915 pour avoir tiré sur une caserne allemande à Metz[note 11] ;
- Palmes de Premier Tireur (1907) ;
- Chevalière de l'ordre des Palmes académiques ;
- Médaille de l'Aéronautique ;
- Médaille de la paix du Maroc ;
- Médaille de la Reconnaissance française, bronze[9] ;
- Chevalier de l'ordre de la Santé publique (5 novembre 1937) ;
- Médaille de la ville de Nancy (1950) ;
- Récipiendaire du prix Deutsch de la Meurthe (29 mars 1954) ;
- Officier de l'ordre du Mérite sportif‎, nommée à l'époque : Médaille d'Or de l'Éducation physique (1957) ;
- Médaille d'argent du Service de santé de l'air (1957).

En septembre 1987, elle intègre à titre posthume l’International Women's Sports Hall of Fame (en).

## Postérité
Selon Marcel Cordier, président du Comité international Marie Marvingt, une cinquantaine de lieux à travers la France portent le nom de l'aviatrice en 2022.
L'héritage de Marie Marvingt est le plus présent dans sa région d'adoption, la Lorraine, où les hommages s'accumulent. À Nancy où elle grandit et dans la banlieue de cette ville, plusieurs bâtiments publics portent son nom, notamment une école primaire à Vézelise, une école maternelle à Saint-Nicolas-de-Port, un gymnase a Maxéville et un lycée à Tomblaine, un gymnase à Villers-lès-Nancy ainsi qu'un gymnase à Ludres. Une plaque lui rend hommage à l'Hôtel des Pages, Place de la Carrière de Nancy où elle a vécu ses derniers jours. En mars 2019, le département de Meurthe-et-Moselle expose l'ancienne bicyclette Zéphirine de la sportive, prêtée par le Comité Marie-Marvingt, symbole d'une « femme libre, aventurière, engagée »,.
Dans sa ville de naissance, Aurillac, un aéro-club, un gymnase municipal et une rue portent son nom,. Une exposition permanente lui y est dédiée en tant que personnage emblématique de la ville. En 2013, une conférence s'y est tenue pour faire partager ses exploits. L'année suivante, la cinquième édition du Festival du film de montagne et d'exploration rend hommage à cette exploratrice. En 2016, une plaque est apposée à sa mémoire sur le mur de la maison où elle a vécu à Sainte-Alvère en Dordogne pendant la Seconde Guerre mondiale.
De multiples autres villes à travers la France ont nommé un bâtiment public du nom de Marie Marvingt : une salle de réunion du Secrétariat général aux affaires régionales à la Préfecture de région Auvergne-Rhône-Alpes de Lyon ; une école maternelle à Issy-les-Moulineaux, ville pionnière de l'aviation ; un collège situé à côté de l'aérodrome de Tallard, un ensemble scolaire (école maternelle et école primaire) à Lamorlaye, ou encore un gymnase à Villebon-sur-Yvette. La première école de La Rochelle portant le nom d'une femme porte le sien depuis 2018. Plusieurs rues portent son nom à Nancy, Aurillac, Reims, La Ville-aux-Dames, Strasbourg, Épinal, Angers, Ludres, Jarville-la-Malgrange, Maxéville, Le Haillan, Mios, Metz, Montpellier, Saint-Dié-des-Vosges et Toul par exemple. En 2019, la piscine Saint-Merri à Paris prend le nom de Marie Marvingt. Le 30 mai 2021, le maire de Saint-Malo inaugure une allée piétonne et cyclable à son nom. Début 2022, le collège La Neustrie à Bouguenais en Loire-Atlantique est renommé collège Marie-Marvingt. Aux Lilas en Seine-Saint-Denis, après une consultation des habitants, le parc municipal des sports a été officiellement renommé « Parc municipal des sports Marie Marvingt » le 2 juillet 2022. Le 27 juillet 2022, le stade du Mans, précédemment désigné MMArena, prend son nom et devient la première enceinte sportive française de plus de 20 000 places à porter un nom féminin,. En octobre 2022, l'Institut supérieur de l'aéronautique et de l'espace inaugure sa nouvelle bibliothèque sous le nom « Aérothèque Marie-Marvingt ». En 2024, la Maison de Quartier Saint-Jacques à Clermont-Ferrand est rebaptisée Maison Marie Marvingt.
En 2004, la Poste française émet un timbre en son honneur,. En février 2018, elle est le sujet principal du numéro 42 de l'émission de télévision Sous les jupons de l'Histoire. Le 9 novembre 2020, à l'occasion de l'entrée des cendres de Maurice Genevoix au Panthéon, le président de la République française Emmanuel Macron rend hommage à Marie Marvingt dans son discours solennel au titre de l'inclusivité, affirmant qu'elle s'était déguisée en homme pour pouvoir défendre son pays. Le 3 octobre 2023, l'École nationale supérieure de techniques avancées Bretagne (ENSTA Bretagne), située à Brest, baptise sa promotion 2025 « Marie Marvingt », sous le parrainage d'Emmanuel Levacher, PDG d'Arquus[réf. nécessaire].
En 2023, le groupe de députés LFI-NUPES dépose un amendement pour que le futur porte-avions français soit nommé « Marie Marvingt ».
Le 150e anniversaire de la naissance de Marie Marvingt est fêté à Nancy du 20 au 23 février 2025 par des expositions, conférences, visites, table ronde, etc., puis le 22 juin 2025 par l'Union aéronautique Grand Nancy Métropole,. À l'occasion de ces festivités, et afin de démêler le vrai du faux dans les exploits de Marie Marvingt, le conseil municipal de Nancy vote la création d'une bourse de 1500 euros, pour trois ans (2025, 2026 et 2027) afin d'accompagner ces recherches.